# Хэнсен, Стэн
Джо́н Стэ́нли Хэ́нсен II (англ. John Stanley Hansen II, род. 29 августа 1949, Нокс-Сити, Техас) — американский рестлер.
Хэнсен известен своим жестким стилем рестлинга, который он объясняет плохим зрением. Он также известен своей манерой поведения громкого, жестокого ковбоя, который хотел со всеми драться, что он еще больше подчеркивал, появляясь в интервью в ковбойской шляпе, кожаном жилете и с веревкой для быков, часто жуя табак. Считаясь самым успешным и популярным гайдзином в истории японского рестлинга, он стал более известным и почитаемым в Японии, чем в родных Соединенных Штатах. В японском промоушене All Japan Pro Wrestling он выиграл семь различных чемпионских титулов. В целом он является десятикратным чемпионом мира.
В 1989 году он сыграл небольшую роль в фильме «Все захваты разрешены», а в 2011 году вышла его биография, написанная в соавторстве, «Последний изгой».

## Личная жизнь
В 1989 году Хэнсен сыграл небольшую роль в фильме производства World Wrestling Federation «Все захваты разрешены», в котором снялся Халк Хоган.
У Хэнсен четверо детей. У него есть старший сын Джон Стэнли Хэнсен III и дочь Элизабет Пейдж Харди, урожденная Хэнсен, от первого брака. У него есть еще двое детей от нынешней жены Юми — Шейвер (родился 19 декабря 1987 года), играл в бейсбол в Университете Бэйлора, а затем был задрафтован командой «Сиэтл Маринерс» в качестве второго игрока шестого раунда драфта Главной лиги бейсбола 2009 года. Его младший сын, Самуэль (родился 21 февраля 1991 года), также является бейсболистом и играет за Техасский университет в Арлингтоне.

## Титулы и достижения
- All Japan Pro Wrestling

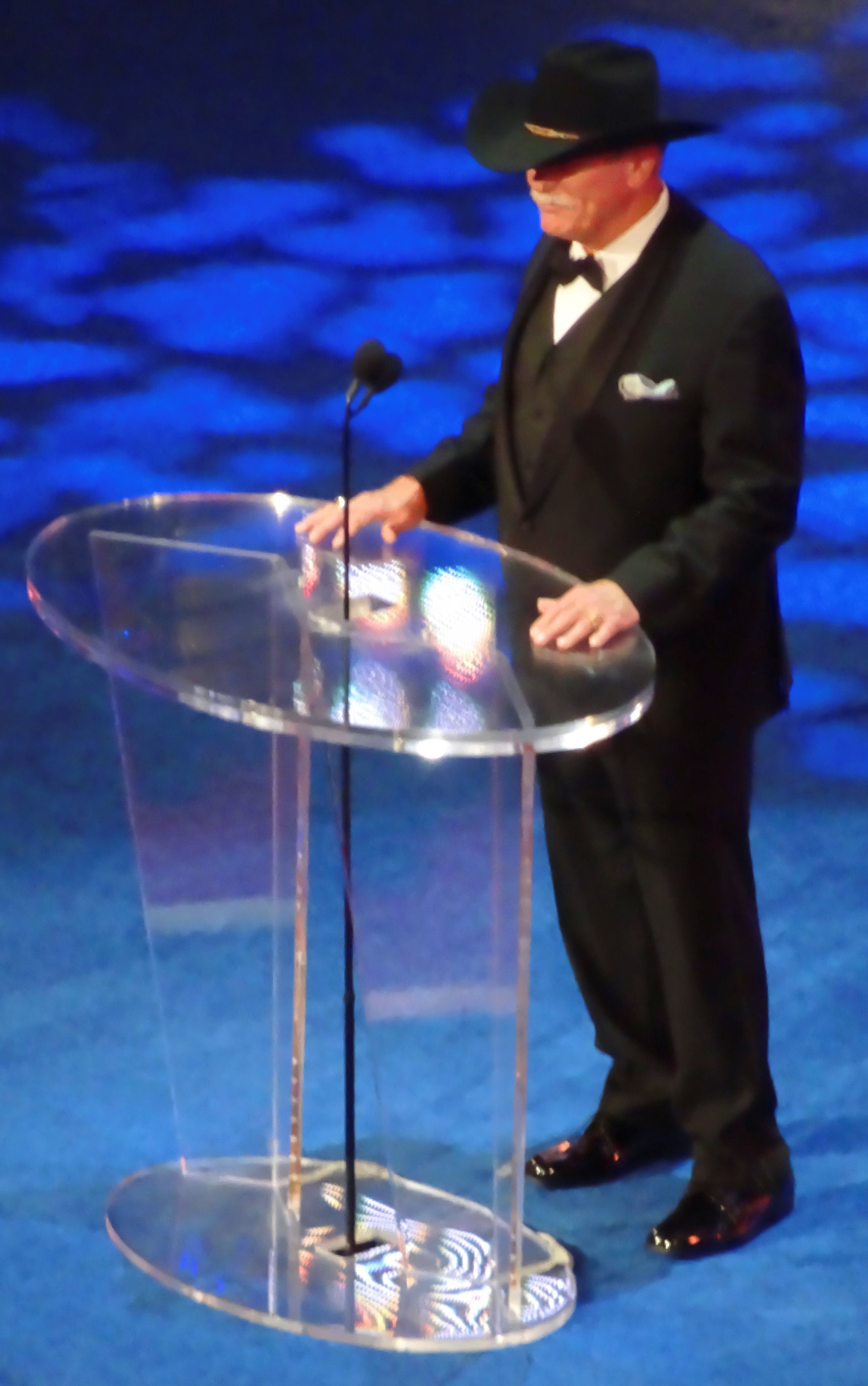
Стэн Хэнсен в Зале славы WWE

  - Интерконтинентальный чемпион NWA в тяжёлом весе (1 раз)[9]
  - Интерконтинентальный командный чемпион NWA (1 раз) — с Роном Бассом[10]
  - Объединенный национальный чемпион NWA (1 раз)[11]
  - Чемпион мира PWF в тяжёлом весе (4 раза)[12]
  - Командный чемпион мира PWF (4 раза) — с Брюзером Броуди (1), Тедом Дибиаси (2) и Остином Айдолом (1)[13]
  - Чемпион Тройной короны в тяжёлом весе (4 раза)[14]
  - Командный чемпион мира (8 раз) — с Терри Горди (2), Гэнитиро Тэнрю (3), Дэном Спайви (1), Тедом Дибиаси (1) и Гэри Олбрайтом (1)[15]
  - Карнавал чемпионов (1992, 1993)[16][17]
  - Лига сильнейших команд мира (1983) — с Брюзером Броуди[17]
  - Лига сильнейших команд мира (1985) — с Тедом Дибиаси[17]
  - Лига сильнейших команд мира (1988) — с Терри Горди[17]
  - Лига сильнейших команд мира (1989) — с Гэнитиро Тэнрю[17]
  - Королевская битва в тяжелом весе в Коракуэн, 2 января, (1994)[17]
  - Лига сильнейших команд мира — Захватывающая награда (1982) — с Брюзером Броуди[18]
  - Лига сильнейших команд мира — Выдающаяся награда (1990, 1991) — с Дэном Спайви[19][20]
- American Wrestling Association
  - Чемпион мира в тяжёлом весе AWA (1 раз)[21]
- Cauliflower Alley Club
  - Другие лауреаты (1996)[22]
- Continental Wrestling Association
  - Международный чемпион CWA в тяжелом весе (1 раз)[23]
- George Tragos/Lou Thesz Professional Wrestling Hall of Fame
  - Премия имени Фрэнка Готча (2017)[24]
- Georgia Championship Wrestling
  - Чемпион NWA Колумбус в тяжелом весе (1 раз)[25]
  - Чемпион NWA Джорджия в тяжелом весе (2 раза)[26]
  - Командный чемпион NWA Джорджия (3 раза) — с Томми Ричем (2) и Оле Андерсоном (1)[27]
- Mid-Atlantic Championship Wrestling/World Championship Wrestling
  - Чемпион Соединённых Штатов NWA в тяжёлом весе (1 раз)1[28][29]
  - Командный чемпион мира NWA (Mid-Atlantic) (1 раз) — с Оле Андерсоном[30]
- NWA Big Time Wrestling
  - Командный чемпион NWA Техаса (1 раз) — с Киллером Тимом Бруксом[31][32]
  - Чемпион NWA Техаса в тяжёлом весе (1 раз)[33][34]
- NWA Tri-State
  - Чемпион Северной Америки NWA в тяжёлом весе (Tri-State) (1 раз)[35]
  - Командный чемпион Соединённых Штатов NWA (Tri-State) (2 раз) — с Фрэнком Гудишем[36]
- National Wrestling Federation
  - Чемпион NWF в тяжёлом весе (1 раз)[37]
- New Japan Pro-Wrestling
  - Клуб величайших 18-ти
- Зал славы и музей рестлинга
  - С 2010 года[2][38]
- Pro Wrestling Illustrated
  - Матч года (1976) пр. Бруно Саммартино 25 июня
  - Самый ненавистный рестлер года (1976)[39]
  - № 24 в топ 500 рестлеров в рейтинге PWI 500 в 1991
- Texas Wrestling Hall of Fame
  - С 2014 года[40]
- Tokyo Sports
  - Награда лучшему иностранцу (1982)[39]
  - Награда лучшей команде (1998)[39] — с Вейдером
  - Награда за пожизненные достижения (2000)
  - Награда за лучший матч года (1992) пр. Тосиаки Кавады 5 июня
  - Награда за лучший матч года (1982) пр. Гиганта Бабы 4 февраля
  - Награда за лучший матч года (1988) пр. Гэнъитиро Тэнрю 27 июля
  - Награда за популярность (1980)[39]
- Wrestling Observer Newsletter
  - Лучший броулер (1985, 1990)[39]
  - Команда года (1982)[39] с Оле Андерсоном
  - Зал славы Wrestling Observer Newsletter (с 1996)
- WWE
  - Зал славы WWE (с 2016)